# Środa Wielkopolska Miasto
Środa Wielkopolska Miasto – częściowo czynna stacja Średzkiej Kolei Powiatowej. 

## Charakterystyka
Na stacji znajduje się czynna parowozownia w której stacjonuje sprawny parowóz Px48-1756 oraz parowóz Px48-1920 (odstawiony). Po przejęciu Średzkiej Kolei Powiatowej przez powiat średzki budynek stacji w którym mieściła się kiedyś poczekalnia został przerobiony na muzeum kolejki. Obecnie w okresie letnim (od czerwca do końca września) ze stacji Środa Miasto wyjeżdżają niedzielne pociągi turystyczne w kierunku Zaniemyśla.